# Albano Sant’Alessandro
Albano Sant’Alessandro – miejscowość i gmina we Włoszech, w regionie Lombardia, w prowincji Bergamo.
Według danych na styczeń 2009 gminę zamieszkiwało 8001 osób przy gęstości zaludnienia 1 515 os./1 km².

## Bibliografia

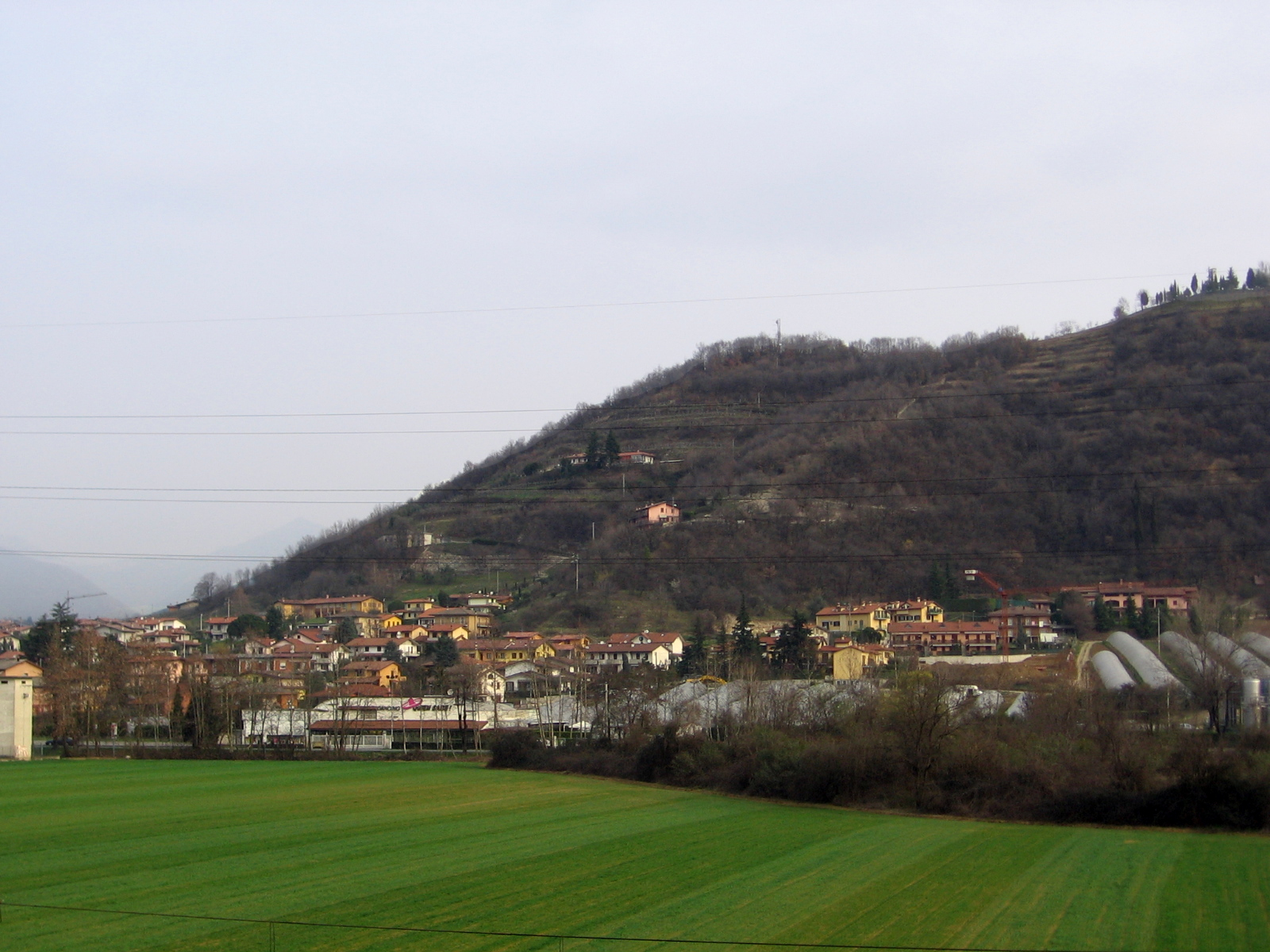
Fragment miejscowości